# Moriyama
Moriyama (jap. 守山市 Moriyama-shi) – miasto w Japonii położone w prefekturze Shiga na wyspie Honsiu.

## Położenie
Miasto leży w południowej części prefektury, na południowym brzegu jeziora Biwa, graniczy z:
- Kusatsu
- Rittō
- Yasu

## Historia
Miasto powstało 1 lipca 1970.

## Miasta partnerskie
- Stany Zjednoczone: Adrian w Michigan
- Korea Południowa: Kongju